# 阿梅蒂 (勒克瑙县)
阿梅蒂（Amethi），是印度北方邦勒克瑙县的一个城镇。总人口11366（2001年）。

## 人口
该地2001年总人口11366人，其中男性6007人，女性5359人；0—6岁人口2001人，其中男1060人，女941人；识字率39.14%，其中男性为46.18%，女性为31.26%。